# Freienhagen (Eichsfeld)
Freienhagen település Németországban, azon belül Türingiában. Lakosainak száma 289 fő (2023. december 31.).

## Népesség
A település népességének változása:
| Lakosok száma | 276  | 278  | 290  | 287  | 289  |
|               | 2017 | 2019 | 2021 | 2022 | 2023 |